# 1941
- Wikisource

| Calendário gregoriano                                                        | 1941 MCMXLI                         |
| Ab urbe condita                                                              | 2694                                |
| Calendário arménio                                                           | 1390 – 1391                         |
| Calendário bahá'í                                                            | 97 – 98                             |
| Calendário budista                                                           | 2485                                |
| Calendário chinês                                                            | 4637 – 4638 Início a 27 de janeiro  |
| Calendário copta                                                             | 1657 – 1658                         |
| Calendário etíope                                                            | 1933 – 1934                         |
| Calendários hindus - Vikram Samvat - Calendário nacional indiano - Cáli Iuga | 1996 – 1997 1862 – 1863 5041 – 5042 |
| Calendário Holoceno                                                          | 11941                               |
| Calendário islâmico                                                          | 1360 – 1361                         |
| Calendário judaico                                                           | 5701 – 5702 Início a 22 de setembro |
| Calendário persa                                                             | 1319 – 1320 Início a 21 de março    |
| Calendário rúnico                                                            | 2191                                |
| Calendário solar tailandês                                                   | 2484                                |

1941 (MCMXLI, na numeração romana) foi um ano comum, de 365 dias, do Calendário Gregoriano, a sua letra dominical foi E, teve 52 semanas, início a uma quarta-feira, terminou também a uma quarta-feira. Segundo o horóscopo chinês, foi o ano da Serpente, começando a 27 de janeiro.
| Ano completo                        |
| ----------------------------------- |
| Ano comum com início à quarta-feira |

## Eventos

### Janeiro
- 28 de janeiro - Entra em vigor no Brasil o primeiro Código Nacional de Trânsito.

### Fevereiro
- 15 de fevereiro - Um violento ciclone causa dezenas de mortes e grande destruição em Portugal.[1]

### Março
- 5 de março - A Etiópia proclama a sua independência da Itália Fascista.
- 20 de março - O escritor brasileiro Monteiro Lobato é preso por criticar as torturas praticadas pelo Estado Novo. Ele cumpriria 3 meses dos 6 a que fora condenado.
- 24 de março - Carmen Miranda se consagra ao ser a primeira e única artista do Brasil a deixar suas impressões das mãos e plataformas na "Calçada da Fama" do Chinese Theatre.

### Maio
- 1 de maio - A Justiça do Trabalho no Brasil é criada pelo presidente Getúlio Vargas.

### Junho
- 22 de junho - A Alemanha Nazi invade a União Soviética.

### Dezembro
- 7 de dezembro - A Marinha Imperial Japonesa ataca a ilha de Pearl Harbor, Havaí.

- 18 de dezembro - Tropas japonesas invadem Hong Kong.

## Nascimentos
- 14 de janeiro - Milan Kučan, presidente da Eslovénia de 1991 a 2002.
- 27 de março - Ivan Gašparovič, presidente da Eslováquia de 2004 a 2014.
- 19 de abril - Roberto Carlos, cantor e compositor brasileiro.
- 22 de abril - José Guilherme Merquior, intelectual brasileiro (m. 1991).
- 13 de maio - Ritchie Valens, cantor e compositor conhecido pela música "La Bamba" (m. 1959).
- 24 de maio - Bob Dylan, músico e compositor americano.
- 25 de maio - Vladimir Voronin, presidente da Moldávia de 2001 a 2009.
- 4 de junho - Sheila Fitzpatrick, historiadora australiana.
- 19 de junho - Václav Klaus, presidente da República Checa.
- 1 de julho - Robertinho Silva, músico brasileiro.
- 3 de julho - Liamine Zéroual, presidente da Argélia de 1994 a 1999.
- 25 de julho - Emmett Louis Till, garoto afro-americano assassinado (m. 1955).
- 20 de agosto - Slobodan Milošević, presidente da Sérvia de 1989 a 1997 e da República Federal da Iugoslávia de 1997 a 2000 (m. 2006).
- 13 de setembro - Ahmet Necdet Sezer, presidente da Turquia de 2000 a 2007.
- 5 de outubro - Eduardo Alberto Duhalde, presidente da Argentina de 2002 a 2003.
- 13 de novembro - Dack Rambo, ator norte-americano (m. 1994).
- 19 de dezembro - Lee Myung-bak, presidente da Coreia do Sul, de 2008 até 2013.

## Mortes
- 8 de janeiro - Robert Baden-Powell, fundador do escotismo (n. 1857)
- 13 de janeiro - James Joyce, escritor irlandês (n. 1882).[2]
- 28 de fevereiro - Afonso XIII de Espanha, rei de Espanha de 1886 a 1931 (n. 1886)
- 4 de junho - Guilherme II da Alemanha, Imperador Alemão e Rei da Prússia. (n. 1859).
- 11 de julho - Arthur Evans, arqueólogo britânico.
- 18 de outubro - Manuel Teixeira Gomes, político, diplomata, escritor e presidente da Primeira República Portuguesa de 1923 a 1925 (n. 1862).
- 17 de novembro - Ernest Udet, militar e aviador alemão.
- 25 de novembro - Pedro Aguirre Cerda, político, advogado, educador e presidentes do Chile de 1938 a 1941 (n. 1879).

## Por tema
- 1941 na arte
- 1941 no Brasil
- 1941 na ciência
- 1941 no cinema
- 1941 no desporto
- 1941 no jornalismo
- 1941 na literatura
- 1941 na música
- 1941 na política
- 1941 no teatro
- 1941 na televisão

## Prémio Nobel
- Física - não atribuído
- Química - não atribuído
- Medicina - não atribuído
- Literatura - não atribuído
- Paz - não atribuído

## Epacta e idade da Lua
| Epacta gregoriana | 2 (II)  |
| Idade da Lua      | Letra b |